# Набахтеви
Набахтеви (груз. ნაბახტევი) — село в Грузии. Находится в Хашурском муниципалитете края Шида-Картли. Высота над уровнем моря составляет 720 метров. Население — 688 человек (2014).